# Terry Porter
Terry Porter (Milwaukee, Wisconsin, 8 de abril de 1963) es un exjugador y entrenador de baloncesto estadounidense cuya trayectoria profesional transcurrió a finales de la década de 1980 y la década de 1990. Con 1,91 metros de estatura, jugaba en la posición de base. Después de retirarse ha ejercido de entrenador principal y asistente en la NBA, también como entrenador principal en la Universidad de Portland.

## Trayectoria deportiva

### Universidad
Su vida universitaria transcurrió en el pequeño college de Wisconsin-Stevens Point, una de las 15 instituciones del sistema universitario de su estado, Wisconsin. Durante cuatro años promedió 13,5 puntos, 3,8 rebotes y 3,8 asistencias. Es el único alumno de esta universidad en conseguir jugar en la NBA.

### Profesional
Fue elegido por los Portland Trail Blazers en la vigesimocuarta elección de la primera ronda del Draft de la NBA de 1985, colores que defendió durante 10 temporadas. Fue allí donde consiguió los mejores números de su carrera, llegando en dos ocasiones a las finales de la NBA, y conservando un curioso récord: es el jugador que más tiros libres ha anotado sin fallo en un partido de la final (15 tiros sin fallo, contra Detroit, en 1990). Destacó como buen anotador y mejor pasador, siendo el que mantiene todavía el récord de asistencias de la franquicia de Portland.
Firmó como agente libre en 1995 por los Minnesota Timberwolves, y ayudó al equipo a clasificarse por vez primera para unos play-offs. Ya en el ocaso de su carrera, firmó por los Miami Heat en el 98 y por los San Antonio Spurs en el 99. Se retiró en 2002 con la rara distinción de no haber sido nunca traspasado por ningún equipo. Los equipos en los que participó alcanzaron siempre, salvo en una ocasión, los play-offs. Promedió, en 16 años de carrera, unas estadísticas de 12,2 puntos, 5,6 asistencias y 1,24 robos de balón.

### Entrenador
Milwaukee Bucks lo eligieron como entrenador principal en 2003, tras haber sido un año entrenador asistente en los Sacramento Kings. Estuvo dos temporadas en su tierra, consiguiendo un porcentaje de victorias del 43.3%. Ha sido uno de los entrenadores asistentes de Detroit Pistons, hasta que en 2008 firmó como entrenador principal de Phoenix Suns, estando en el puesto solo una temporada. Su siguiente equipo sería los Minnesota Timberwolves, siendo entrenador asistente durante 3 temporadas. 
El 2 de abril de 2016 firma como entrenador principal de la Universidad de Portland. El 5 de febrero de 2021, es despedido tras cinco temporadas y un récord de 43–103.

## Estadísticas de su carrera en la NBA

### Temporada regular
| Año      | Equipo      | PJ    | PT  | MPP  | %TC  | %3P  | %TL  | RPP | APP  | ROB | TPP | PPP  |
| -------- | ----------- | ----- | --- | ---- | ---- | ---- | ---- | --- | ---- | --- | --- | ---- |
| 1985-86  | Portland    | 79    | 3   | 15.4 | .474 | .310 | .806 | 1.5 | 2.5  | 1.0 | .0  | 7.1  |
| 1986-87  | Portland    | 80    | 80  | 33.9 | .488 | .217 | .838 | 4.2 | 8.9  | 2.0 | .1  | 13.1 |
| 1987-88  | Portland    | 82    | 82  | 36.5 | .519 | .348 | .846 | 4.6 | 10.1 | 1.8 | .2  | 14.9 |
| 1988-89  | Portland    | 81    | 81  | 38.3 | .471 | .361 | .840 | 4.5 | 9.5  | 1.8 | .1  | 17.7 |
| 1989-90  | Portland    | 80    | 80  | 34.8 | .462 | .374 | .892 | 3.4 | 9.1  | 1.9 | .1  | 17.6 |
| 1990-91  | Portland    | 81    | 81  | 32.9 | .515 | .415 | .823 | 3.5 | 8.0  | 2.0 | .1  | 17.0 |
| 1991-92  | Portland    | 82    | 82  | 34.0 | .461 | .395 | .856 | 3.1 | 5.8  | 1.5 | .1  | 18.1 |
| 1992-93  | Portland    | 81    | 81  | 35.6 | .454 | .414 | .843 | 3.9 | 5.2  | 1.2 | .1  | 18.2 |
| 1993-94  | Portland    | 77    | 34  | 26.9 | .416 | .390 | .872 | 2.8 | 5.2  | 1.0 | .2  | 13.1 |
| 1994-95  | Portland    | 35    | 9   | 22.0 | .393 | .386 | .707 | 2.3 | 3.8  | .9  | .1  | 8.9  |
| 1995-96  | Minnesota   | 82    | 40  | 25.3 | .442 | .314 | .785 | 2.6 | 5.5  | 1.1 | .2  | 9.4  |
| 1996-97  | Minnesota   | 82    | 20  | 19.1 | .416 | .335 | .765 | 2.1 | 3.6  | .7  | .1  | 6.9  |
| 1997-98  | Minnesota   | 82    | 8   | 21.8 | .449 | .395 | .856 | 2.0 | 3.3  | .8  | .2  | 9.5  |
| 1998-99  | Miami       | 50    | 1   | 27.3 | .465 | .411 | .831 | 2.8 | 2.9  | 1.0 | .2  | 10.5 |
| 1999-00  | San Antonio | 68    | 8   | 23.7 | .447 | .435 | .806 | 2.8 | 3.3  | .7  | .1  | 9.4  |
| 2000-01  | San Antonio | 80    | 42  | 21.0 | .448 | .424 | .793 | 2.5 | 3.1  | .7  | .1  | 7.2  |
| 2001-02  | San Antonio | 72    | 0   | 18.0 | .424 | .415 | .819 | 2.3 | 2.8  | .6  | .2  | 5.5  |
| Total    | Total       | 1,274 | 732 | 27.8 | .463 | .386 | .836 | 3.0 | 5.6  | 1.2 | .1  | 12.2 |
| All-Star | All-Star    | 2     | 0   | 17.0 | .357 | .143 | —    | 1.5 | 3.5  | 1.5 | .5  | 5.5  |

### Playoffs
| Año   | Equipo      | PJ  | PT | MPP  | %TC  | %3P  | %TL  | RPP | APP  | ROB | TPP | PPP  |
| ----- | ----------- | --- | -- | ---- | ---- | ---- | ---- | --- | ---- | --- | --- | ---- |
| 1986  | Portland    | 4   | 0  | 17.0 | .444 | .167 | .500 | 1.3 | 3.0  | .8  | .5  | 6.8  |
| 1987  | Portland    | 4   | 4  | 37.5 | .480 | .400 | .900 | 4.8 | 10.0 | 2.5 | .5  | 17.0 |
| 1988  | Portland    | 4   | 4  | 37.3 | .558 | .333 | .692 | 3.5 | 7.0  | 2.5 | .0  | 17.0 |
| 1989  | Portland    | 3   | 3  | 41.3 | .500 | .364 | .833 | 5.3 | 8.3  | .3  | .3  | 22.0 |
| 1990  | Portland    | 21  | 21 | 38.8 | .464 | .392 | .842 | 2.9 | 7.4  | 1.3 | .1  | 20.6 |
| 1991  | Portland    | 16  | 16 | 37.2 | .500 | .362 | .861 | 2.8 | 6.6  | 1.5 | .1  | 18.1 |
| 1992  | Portland    | 21  | 21 | 41.4 | .516 | .474 | .832 | 4.6 | 6.7  | 1.0 | .1  | 21.4 |
| 1993  | Portland    | 4   | 4  | 38.0 | .397 | .158 | .818 | 5.0 | 2.0  | 1.0 | .0  | 16.5 |
| 1994  | Portland    | 4   | 0  | 19.0 | .343 | .429 | .786 | 3.0 | 2.3  | 1.0 | .0  | 10.3 |
| 1995  | Portland    | 3   | 0  | 7.0  | .538 | .400 | .600 | .7  | 1.3  | .0  | .0  | 6.3  |
| 1997  | Minnesota   | 3   | 0  | 15.3 | .385 | .333 | .750 | 1.0 | 3.0  | .7  | .7  | 5.3  |
| 1998  | Minnesota   | 5   | 4  | 37.6 | .429 | .400 | .833 | 5.0 | 3.2  | 1.0 | .0  | 15.8 |
| 1999  | Miami       | 5   | 0  | 27.8 | .469 | .250 | .800 | 3.8 | 3.0  | .6  | .0  | 9.0  |
| 2000  | San Antonio | 4   | 0  | 22.3 | .258 | .286 | .000 | .3  | 1.3  | 1.5 | .0  | 5.0  |
| 2001  | San Antonio | 13  | 13 | 25.1 | .453 | .333 | .773 | 1.8 | 3.4  | .8  | .0  | 8.3  |
| 2002  | San Antonio | 10  | 0  | 13.1 | .371 | .294 | .500 | .9  | .8   | .4  | .0  | 3.3  |
| Total | Total       | 124 | 90 | 31.8 | .470 | .372 | .826 | 3.0 | 5.0  | 1.1 | .1  | 14.7 |

## Logros personales
- 2 veces elegido para el All-Star Game (1991, 1993).
- 17º mejor pasador de la historia de la NBA (7160 asistencias, 7º en el momento de su retirada).
- En 2008, su dorsal número 30 fue retirado por Portland Trail Blazers.[3]